# هیدا آموندسن
هیدا آموندسن (انگلیسی: Hedda Østberg Amundsen؛ زادهٔ ۱۸ سپتامبر ۱۹۹۸) اسکی‌باز صحرانوردی اهل نروژ است.